# Thomas von Heesen
Thomas von Heesen (sinh ngày 1 tháng 10 năm 1961) là huấn luyện viên và cựu tiền vệ bóng đá người Đức.
Trong sự nghiệp cầu thủ, von Hessen nổi tiếng nhất khi còn chơi cho Hamburger SV, CLB mà ông đã dành hơn 400 trận thi đấu chính thức.

## Danh hiệu

### Cầu thủ
Hamburger SV
- European Cup: 1982–83[1]
- Bundesliga: 1983–84[2]
- DFB-Pokal: 1986–87[3]

### Huấn luyện
Arminia Bielefeld
- 2. Bundesliga: 1998–99[4]